# Miami
Miami is een stad in zuidoostelijk Florida in Miami-Dade County aan de rivier de Miami, tussen de Florida Everglades en de Atlantische Oceaan. In 2020 had de stad 442.244 inwoners. De gehele verstedelijkte agglomeratie, Groot-Miami, telt 6,4 miljoen inwoners. de stadd zelf is niet de grootste van de staat Florida (dat is Jacksonville), maar samen met de agglomeratie is dat wel het geval. Evenmin is Miami de hoofdstad van Florida; dat is Tallahassee. De stad is vernoemd naar de Mayaimi, een stam die rond het noordoostelijke Okeechobeemeer leefde.
De Internationale Luchthaven Miami ontvangt jaarlijks meer dan 33 miljoen passagiers.

## Bevolking
Van de bevolking van Miami is 70% hispanic of latino. Zij komen vooral uit landen als Cuba en Mexico. 10% van de bevolking is blank en niet hispanic of latino. Een groot deel van hen bestaat uit gepensioneerde mensen uit de noordelijke staten van Amerika. 19% van de bevolking is Afro-Amerikaans of zwart. 1% van de bevolking is van Aziatische afkomst. In een vergelijking van steden door het UNDP in 2004, bleek bij Miami als enige van de onderzochte steden meer dan de helft van de inwoners in een ander land geboren te zijn: 59% was niet geboren in de Verenigde Staten.
20% van de bevolking is ouder dan 65 jaar. 30% van de bevolking is alleenstaand. 25% van de bevolking leeft onder de armoedegrens. 8% van de bevolking is werkloos.

## Overige informatie

### Colleges en universiteiten
- Barry University
- International Fine Arts College
- Florida International University
- Miami-Dade Community College
- Universiteit van Miami

## Sport
De belangrijkste sportclubs van Miami zijn:
- Miami Marlins (MLB)
- Miami Dolphins (NFL)
- Miami Heat (NBA)
- Miami FC (North American Soccer League)
- Inter Miami CF (Major League Soccer)

Miami is ook de stad waar de Orange Bowl, een jaarlijks college football-kampioenschap, wordt gehouden. Daarnaast wordt in Miami jaarlijks een belangrijk tennistoernooi voor ATP (heren) en WTA (vrouwen) gehouden. Sinds 2022 wordt er ook jaarlijks een Formule 1-race verreden.

## Miami Beach
Het eiland aan de oostkant van Miami is een aparte gemeente, Miami Beach. Dit is waar de bekende art-deco-hotels staan.

## Klimaat
Miami heeft een tropisch klimaat. Er zijn grofweg twee seizoenen aan te wijzen in Miami, een regenseizoen en een droog seizoen. Het regenseizoen loopt van mei tot oktober, en het droge seizoen van november tot april. Het regenseizoen valt min of meer samen met het orkaanseizoen van de Atlantische Oceaan, dat loopt van 1 juni tot 1 december. In het regenseizoen regent het niet de hele dag, in de namiddag vormen zich regen- en onweersbuien waar veel regen uit valt. Er kan in zo'n regenbui evenveel water vallen als in een maand in Nederland. Deze buien houden niet lang aan en zorgen ervoor dat de drukkende hitte 's middags wat getemperd wordt.
In januari is de gemiddelde temperatuur 19,6 °C, in juli is dat 28,1 °C. Jaarlijks valt er gemiddeld 1420,1 mm neerslag (gegevens op basis van de meetperiode 1961-1990).
De gevoelstemperatuur is in Miami 's zomers ontzettend hoog, waarbij het lijkt dat het ver boven de veertig graden is. In werkelijkheid komt de temperatuur zelden boven de 34 graden uit. De hoogste temperatuur die ooit in Miami gemeten is, is 98°F. Dit staat gelijk aan 36,7 °C.
In de winter is het een stuk kouder in Miami. Toch is het weer in de wintermaanden ook niet onaardig met vrijwel alle dagen zon en met aangename temperaturen overdag van zo'n 20 tot 25 graden. Zelfs 's nachts daalt de temperatuur zelden onder de tien graden. Als het extreem koud is, dan betekent dat voor Miami temperaturen van maar 10 tot 15 graden overdag. In dit geval is lichte nachtvorst ook niet uitgesloten. Dit kan af en toe voorkomen, maar de kans is vrij klein.
Miami wordt met regelmaat getroffen door tropische stormen en orkanen, wat grote overlast veroorzaakt voor de bevolking. Doorgaans zijn het de Kaapverdische stormen die Miami raken, die zich vormen van augustus tot oktober. De piek van het orkaanseizoen ligt op 15 september. De overheden waarschuwen de bevolking als er een storm op Miami afkomt door middel van een Hurricane Watch (kans op orkaan binnen 36 uur) of een Hurricane Warning (kans op orkaan binnen 24 uur). Er zijn openbare schuilkelders op diverse plaatsen waar mensen indien nodig de storm kunnen uitzitten.
| Maand                                             | jan  | feb | mrt  | apr  | mei  | jun | jul  | aug | sep | okt | nov  | dec | Jaar |
| ------------------------------------------------- | ---- | --- | ---- | ---- | ---- | --- | ---- | --- | --- | --- | ---- | --- | ---- |
| Gemiddeld maximum (°C)                            | 23   | 24  | 25   | 27   | 29   | 30  | 31   | 31  | 31  | 29  | 27   | 23  | 27,5 |
| Gemiddelde temperatuur (°C)                       | 19,6 | 20  | 21,5 | 23,5 | 25,5 | 27  | 28,1 | 28  | 28  | 26  | 23,5 | 20  | 24,2 |
| Gemiddeld minimum (°C)                            | 15   | 16  | 18   | 20   | 22   | 24  | 25   | 25  | 25  | 23  | 20   | 17  | 20,9 |
| Bron: Klimaatinfo, geraadpleegd op 4 oktober 2016 |      |     |      |      |      |     |      |     |     |     |      |     |      |

## Miami en televisie
Miami was het toneel van de in de jaren tachtig succesvolle serie Miami Vice en de afleveringen van CSI: Miami worden in Miami en omgeving opgenomen. De hit-serie Dexter, in Nederland onder andere uitgezonden door de VPRO, speelt zich ook af in Miami. Evenals de successerie "Golden Girls". Ook vormde Miami de inspiratiebron voor games als Grand Theft Auto: Vice City, Grand Theft Auto: Vice City Stories, Grand Theft Auto VI, het eerste spel uit de Driver-reeks en gedeeltelijk Scarface: The World Is Yours.

## Stedenbanden
- Bogota (Colombia)
- Buenos Aires (Argentinië), sinds 1978
- Kagoshima (Japan)
- Lima (Peru)
- Madrid (Spanje)
- Nice (Frankrijk)
- Palermo (Italië), sinds 2001
- Port-au-Prince (Haïti)
- Qingdao (China)
- Salvador (Brazilië)
- Santiago (Chili)
- Santo Domingo (Dominicaanse Republiek)
- Varna (Bulgarije)

## Galerij

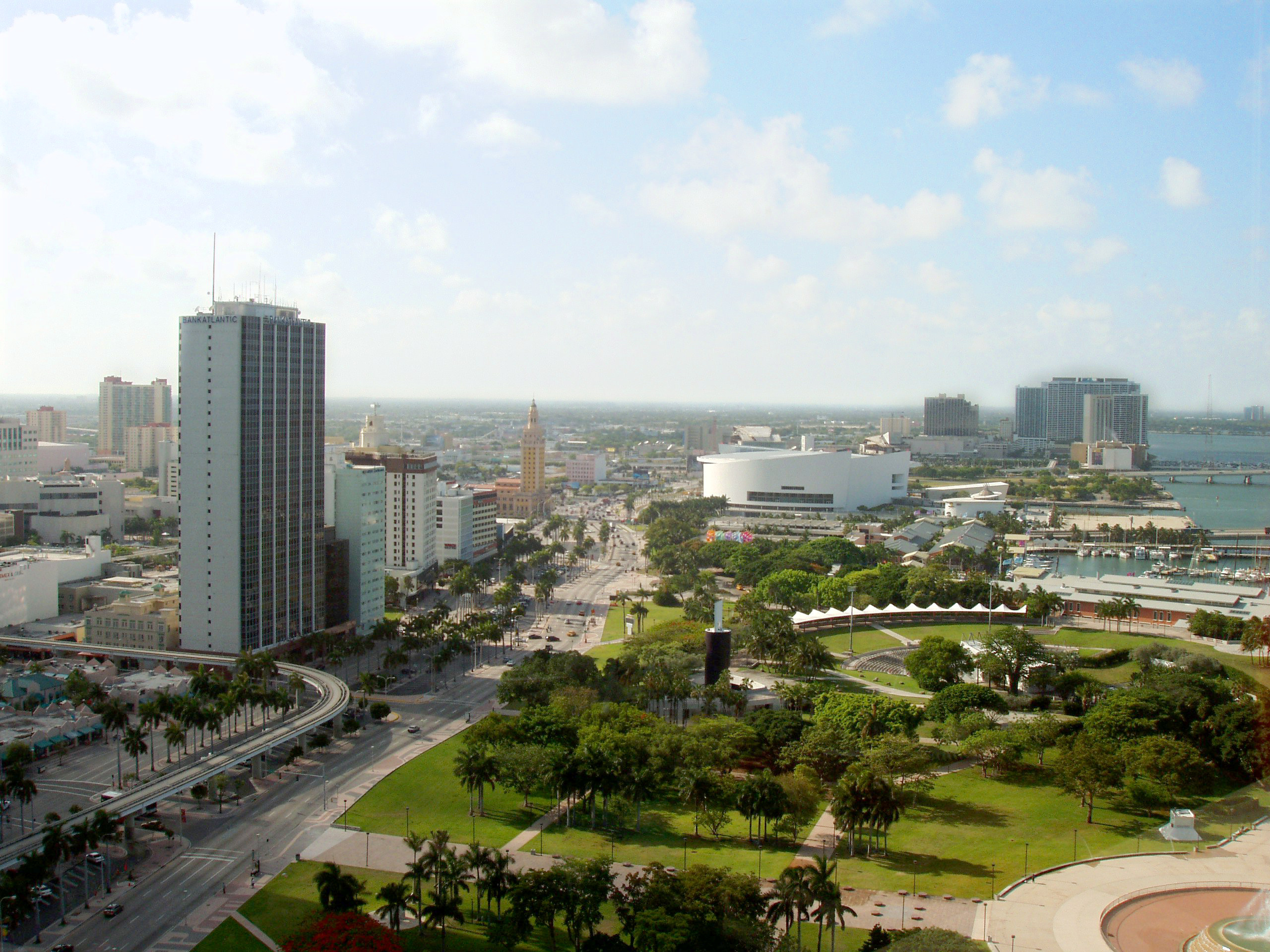
Miami vanuit het Intercontinental hotel
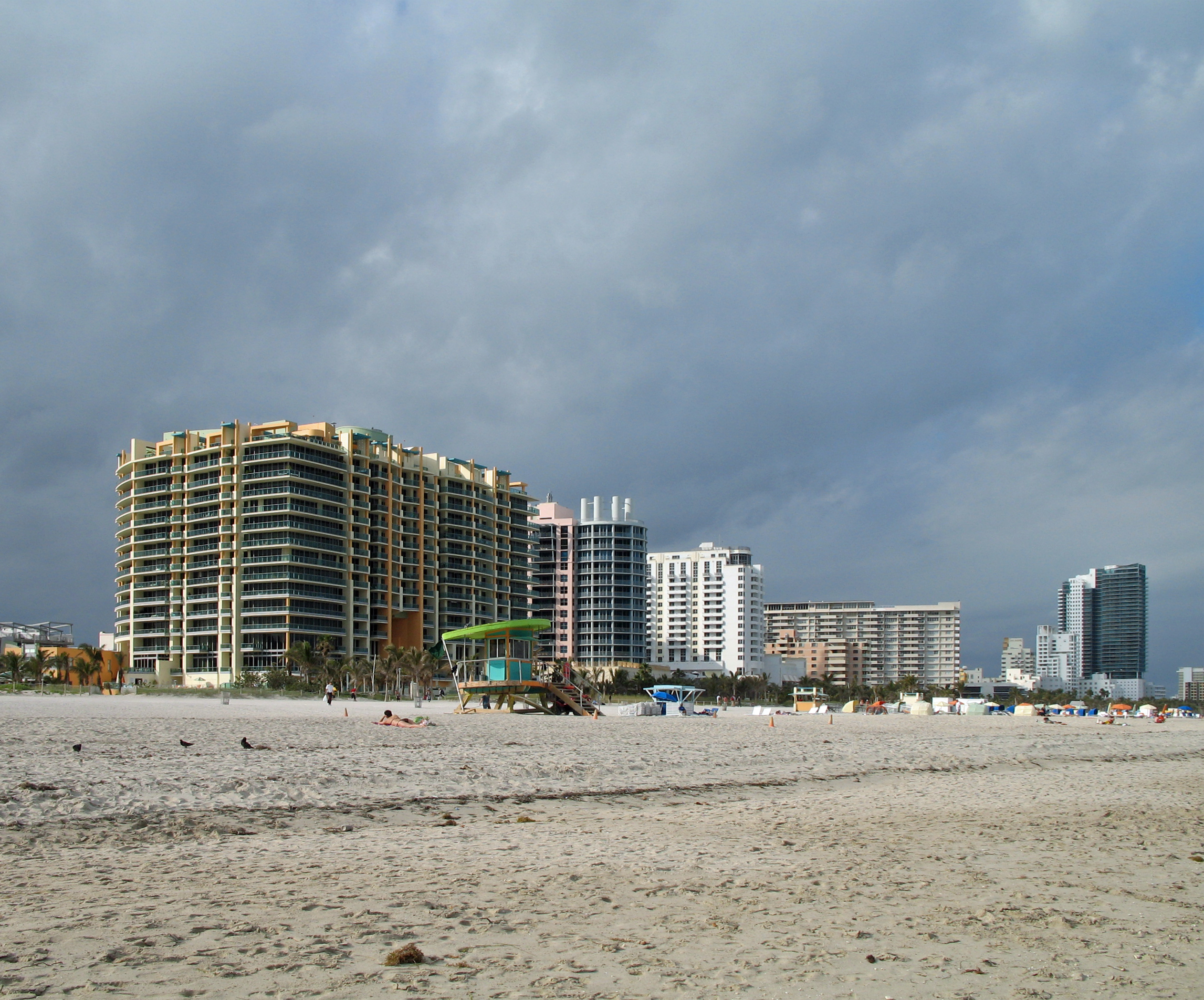
Miami Beach